# Fontana di Nettuno (Danzica)

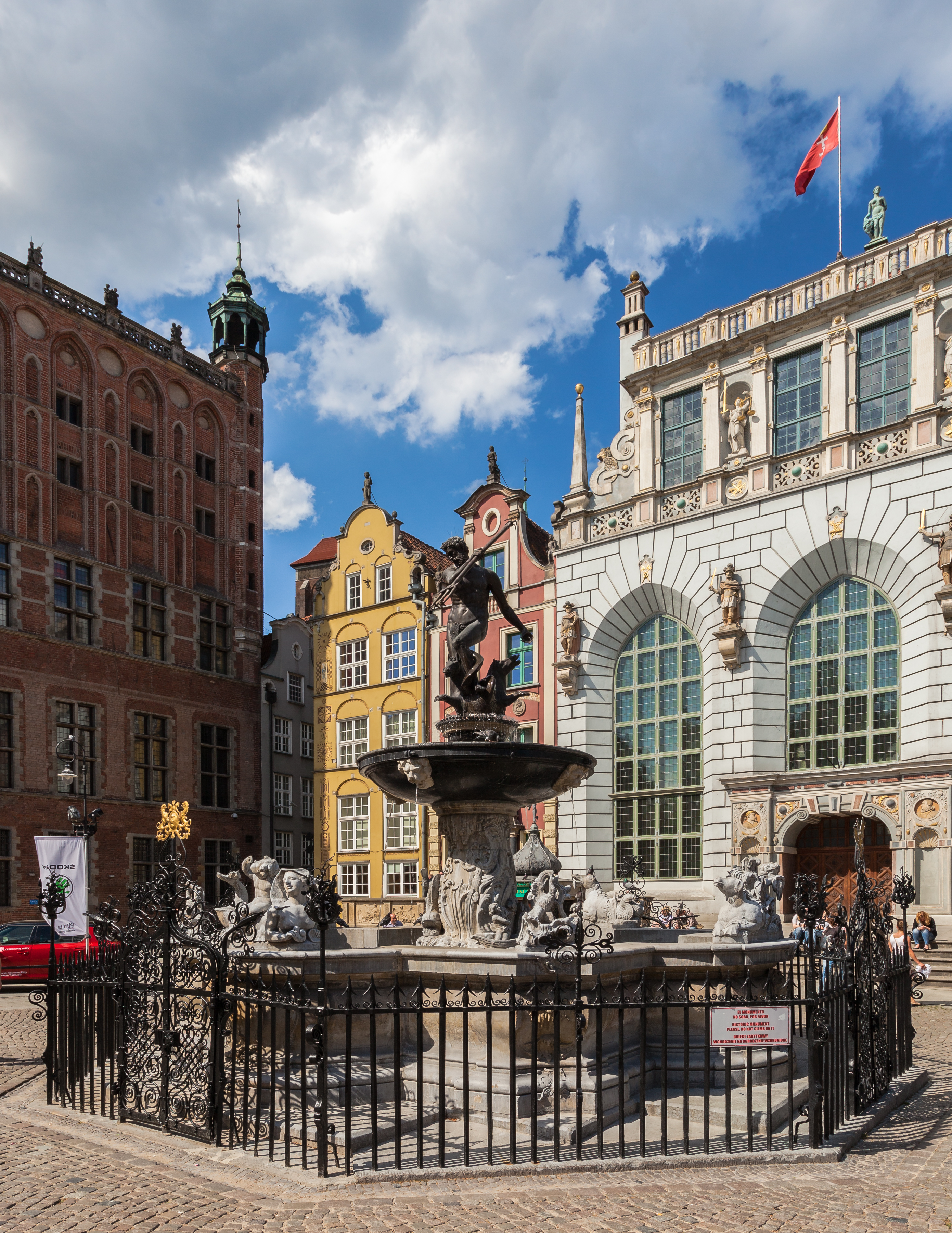
La fontana di Nettuno

La fontana di Nettuno di Danzica è situata nel Mercato Lungo (Długi Targ), in prossimità dell'entrata alla Corte di Artù. 
La fontana venne progettata dall'architetto e scultore Abraham van den Blocke e realizzata tra il 1606 e il 1615 da Peter Husen e Johann Rogge, su iniziativa di Barthell Schachtman (allora sindaco di Danzica). 
La statua in bronzo raffigura il dio greco-romano Nettuno, essa si erge su un piedistallo dalla vasca superiore, ornata da quattro teste di leoni dai quali sgorga l'acqua nella sottostante vasca a forma di quadrilobo.

## Storia
Nel 1549 dinanzi alla Corte di Artù esisteva già una fontana, molto probabilmente in ferro battuto, situata in prossimità della Motława. 
Il Consiglio cittadino di Danzica decise di sostituirla con qualcosa di più presentabile.  Il primo ad essere interpellato fu James Kordes di Lubecca, ma inspiegabilmente non ottenne la commessa. La nuova fontana doveva essere posizionata davanti alla facciata della Corte d 'Artù con la statua del Dio del Mare Nettuno rivolta verso il palazzo medesimo, sede dei Re polacchi durante i loro soggiorni a Danzica, ma con la testa chinata in segno di sottomissione.
La scultura venne creata tra il 1606 e il 1615 da Abraham van den Blocke, mentre la fusione venne realizzata da Fleming Peter Husen nel 1615.
Durante la seconda guerra mondiale, si riuscì a salvare la fontana dalla distruzione, con la rimozione e l'occultamento delle sue parti nelle città vicine.